# The Roop
The Roop er et litauensk band, der skulle have repræsenteret Litauen i Eurovision Song Contest 2020 med sangen "On Fire". Eurovision Song Contest 2020 blev imidlertid aflyst på grund af COVID-19-pandemien. De blev valgt igen til at repræsentere Litauen efter de vandt den litauenske national finale med sangen "Discoteque" i Eurovision Song Contest 2021, hvor de endte på en 8. plads i finalen.

## Diskografi

### Studiealbums
| Titel                  | Detaljer                                                                               | Højeste hitlisteplacering |
| Titel                  | Detaljer                                                                               | LIT                       |
| ---------------------- | -------------------------------------------------------------------------------------- | ------------------------- |
| To Whom it May Concern | - Udgivet: 30 November 2015 - Formater: Compact disc, digital download, streaming      | 78                        |
| Ghosts                 | - Udgivet: 16 October 2017 - Formater: Compact disc, digital download, streaming       | 34                        |
| Concrete Flower        | - Udgivet: 11 May 2022 - Formater: Compact disc, vinyl LP, digital download, streaming | 31                        |

### EP'er
| Titel     | Detaljer                                                                    |
| --------- | --------------------------------------------------------------------------- |
| Yes, I Do | - Released: 25 May 2018 - Format: Compact disc, digital download, streaming |

### Singler
| "Hello"                                                         | 2016 | —  | — | —  | —  | —  | —  | —  | Ghosts          |
| "Dream On"                                                      | 2017 | —  | — | —  | —  | —  | —  | —  | Ghosts          |
| "Keista Draugystė"                                              | 2017 | —  | — | —  | —  | —  | —  | —  | Ghosts          |
| "Yes, I Do"                                                     | 2018 | 48 | — | —  | —  | —  | —  | —  | Yes, I Do       |
| "Silly Me"                                                      | 2019 | —  | — | —  | —  | —  | —  | —  | Yes, I Do       |
| "Dance with Your Hands"                                         | 2019 | —  | — | —  | —  | —  | —  | —  | Yes, I Do       |
| "On Fire"                                                       | 2020 | 1  | — | —  | —  | —  | —  | —  | Concrete Flower |
| "Discoteque"                                                    | 2021 | 1  | 4 | 19 | 75 | 49 | 39 | 35 | Concrete Flower |
| "Ohmygodable"                                                   | 2021 | 68 | — | —  | —  | —  | —  | —  | Concrete Flower |
| "Love Is All We Got"                                            | 2022 | —  | — | —  | —  | —  | —  | —  | Concrete Flower |
| "Let's Get Naked"                                               | 2022 | —  | — | —  | —  | —  | —  | —  | Concrete Flower |
| "Šiluma"                                                        | 2022 | —  | — | —  | —  | —  | —  | —  | —               |
| "Kalėdų Atvirukas"                                              | 2022 | —  | — | —  | —  | —  | —  | —  | —               |
| "—" denotes a recording that did not chart or was not released. |      |    |   |    |    |    |    |    |                 |